# Eduardo Mendicutti
Eduardo Mendicutti (Sanlúcar de Barrameda, Cádiz, 24 de marzo de 1948) es un escritor y periodista español. Por su obra, premiada en numerosas ocasiones y traducida a varios idiomas, y su activismo público, está considerado uno de los autores más importantes de la literatura homosexual en España.

## Biografía
Realizó sus estudios preuniversitarios en colegios de La Salle y en el Instituto Padre Luis Coloma de Jerez. En 1972 se traslada a Madrid donde obtiene el título de periodista y comienza su colaboración en distintos periódicos y revistas. Columnista del diario El Mundo desde su fundación, escribió también en la extinta revista gay Zero y es, asimismo, comentarista de televisión.
Con su primera novela, "Tatuaje", obtuvo en 1973 el Premio Sésamo. El libro fue censurado y permanece inédito. Su segunda novela, "Cenizas" (1974), obtuvo el Premio Café Gijón y también fue censurada, aunque posteriormente apareció por entregas en la revista Garbo. Su primer libro fue Una mala noche la tiene cualquiera (1982), publicado por Unali Narrativa. Con posterioridad, Tusquets Editores reeditó esa obra y ha ido publicando, con creciente éxito de crítica y público en España y en el extranjero, sus siguientes novelas.

"La obra de Eduardo Mendicutti ocupa un puesto singular en el panorama literario español de las tres últimas décadas. Aunque sus primeros textos vieron la luz en los años setenta(...) no será hasta mediados de los años ochenta que Mendicutti empezará a consolidar un universo creativo más personal e intransferible."
Rafael M. Mérida Jiménez (2009) 

La obra de Mendicutti, recorrida por personajes homosexuales, ha ido trazando, desde distintos aspectos, una auténtica "crónica ética" de un mundo marginal, pero que convive con todos nosotros sin que de él tengamos gran conocimiento. La utilización de la ironía y el humor, que empapa toda su obra, adquiere sobre todo en Los novios búlgaros matices agridulces, tal vez porque es el humor de un hombre que prefiere comprender a juzgar y que intenta no perder pie.

"Es la reserva moral de la ironía y el humorismo en la literatura española, que no en vano posee uno de los acervos más ricos del género, aunque otros prefieran entronizar el canon de sus severidades. Dueño de una prosa malabarista y de una mordacidad singular, Mendicutti es para mi el único gran escritor de la presente narrativa hispánica que persevera en el humor, la galanura y el ingenio, tres viejas señas de identidad española que producen repelús a los críticos solemnes y campanudos, a pesar de Cervantes, Quevedo, Valle-Inclán, Gómez de la Serna y Fernández Flórez."
Fernando Iwasaki (2013) 

Sostiene que no le ofende que le definan como un autor homosexual, pero sí le molesta "el prejuicio que conlleva". Mendicutti fue el primero en incluir en una novela suya una relación de tipo leather, aunque lo hizo con un tratamiento humorístico, y también fue pionero al presentar una relación homosexual entre vaqueros, antes del éxito de Brokeback Mountain (2005), en su novela Duelo en Marilyn City (2003).

"Escribo lo que quiero y como quiero, y he tenido siempre unos editores que me lo aceptan y promocionan mis libros sin ningún tipo de restricciones. Dicho esto, si etiquetan mi trabajo como literatura homosexual o se me etiqueta a mí como escritor homosexual, de verdad que no me importa absolutamente nada. Incluso lo defiendo. Se me arremolinan los chícharos, como decían en mi pueblo, cuando insisten en considerar, por principio, lo homosexual como peor, menos interesante, más limitado que lo heterosexual. Si alguien, llevado por esos prejuicios, no me lee, que no me lea, eso que se pierde, tampoco por eso se va a hundir el mundo."
Eduardo Mendicutti (2017) 

## Homenajes
Eduardo Mendicutti tiene una plaza en su honor en su ciudad natal, Sanlúcar de Barrameda, donde también apadrinó la "Glorieta de la Igualdad Social", aportando un manifiesto pro-igualdad grabado en el monolito que alberga dicha Glorieta junto a otro monumento.

"Mucho antes de que los homosexuales consiguiéramos cierto respeto en la sociedad democrática española y obtuviéramos más claros espacios de libertad, Eduardo Mendicutti nos había colocado en el escaparate literario desde el escenario de la memoria y de la actualidad. Lo había hecho con valentía y con humor, con emoción y con tensión narrativa y, sobre todo, con un lenguaje peculiar que, al tiempo que describía ambientes y personajes de un mundo en parte secreto, era el lenguaje personalísimo de un escritor homosexual que poseía la bravura de Fernando Vallejo, la poética de Severo Sarduy y la gracia de Manuel Puig."
Fernando Delgado (2016)

En 2023 se publicó un libro titulado Yo no tengo la culpa de haber leído a Mendicutti, antología de palomos cojos (Egales) en el que veintitrés autores, con cuentos o artículos ensayísticos, homenajean a Eduardo Mendicutti.

## Obras

### Novelas
- Una mala noche la tiene cualquiera (1982)
- El salto del ángel (1985)
- Siete contra Georgia (1987)
- Tiempos mejores (1989)
- El palomo cojo (1991)
- Última conversación (1991)
- Los novios búlgaros (1993)
- Yo no tengo la culpa de haber nacido tan sexy (1997)
- El beso del cosaco (2000)
- El ángel descuidado (2002)
- Duelo en Marilyn City (2003)
- California (2005)
- Ganas de hablar (2008)
- Mae West y yo (2011)
- Otra vida para vivirla contigo (2013)
- Furias divinas (2016)
- Malandar (2018)
- Para que vuelvas hoy (2020)
- El fenómeno Minerva (2025)

### Cuentos
- Fuego de marzo (libro de cuentos, 1995)
- "Solamente una vez", en la antología Tu piel en mi boca (2004)[18]
- Cuento en la antología Pasiones fugaces (2004)[19]
- Los cazadores de trenes (2005)[20]
- "Canela y oro", en la antología Lo que no se dice (2014)[21]

### Crónicas
- La Susi en el vestuario blanco (2003). Crónicas publicadas primero en el diario El Mundo.

### Otros
- Testimonio en la antología Fobias. Diez escritores cuentan sus miedos (2002)[22]

## Premios
- Premio Sésamo 1973 por Tatuaje
- Café Gijón 1974 por Cenizas
- Premio de novela corta Ciudad de Barbastro 1982 por Una mala noche la tiene cualquiera
- Premio Ciudad de Alcalá de Narrativa (1984) por “El salto del ángel”
- Premio Cáceres de novela corta 1984 por Última conversación
- Finalista del premio La Sonrisa Vertical 1987 con Siete contra Georgia
- Finalista del Premio Nacional de Narrativa 1992 con El palomo cojo
- Premio Andalucía de la Crítica 2002 por El ángel descuidado
- Premios del Tren 2011, "Antonio Machado" de Cuento,[23] concedido por la Fundación de los Ferrocarriles Españoles, por su cuento “El último vagón”.[24]
- Premio Nino Gennaro 2012,[25] concedido por el Sicilia Queer filmfest, por su compromiso con la defensa de los derechos LGBT.
- Premio Pluma Literaria 2017,[26] concedido por FELGTB, por su trayectoria y por su compromiso de visibilidad personal y profesional de la diversidad de las personas LGTB.

## Adaptaciones cinematográficas
- El palomo cojo (1995),[27] película dirigida por Jaime de Armiñán, adaptación de la novela homónima.
- Los novios búlgaros (2003),[28] película dirigida por Eloy de la Iglesia, basada en la novela homónima.